# جاك براس
جاك براس (بالفرنسية: Jacques Pras)‏ ولد بتاريخ 12 يونيو 1924 في شارنت، فرنسا، وتوفي في 18 يوليو 1982 في كونياك، فرنسا، كان دراج فرنسي في صنف سباق الدراجات على الطريق.

## سجل النتائج

### سباقات أو مراحل فاز بها
- طواف فرنسا

## وصلات خارجية
- الموقع الرسمي

## روابط خارجية
- جاك براس على موقع أرشيف الدراجات (الإنجليزية)
- جاك براس على موقع إحصائيات الدراجات الإحترافية (الإنجليزية)
- جاك براس على موقع CycleBase (الإنجليزية)